# Gare routière de Quilon KSRTC
La gare routière de Kollam KSRTC (Quilon KSRTC) est un important centre de transport dans la ville indienne de Kollam, détenue et exploitée par la Kerala State Road Transport Corporation (KSRTC) sous le code de dépôt KLM,.
La gare routière est située à Taluk Cutchery et se trouve à proximité du terminal de transport fluvial de Kollam City du département des transports maritimes de l'État du Kerala. Des bus longue distance intra-étatiques, inter-étatiques et urbains circulent régulièrement depuis la gare routière. La gare routière relève de la zone de Kollam de la Kerala State Road Transport Corporation.